# Vinagre de mel
El vinagre de mel o melagre és un producte artesanal obtingut a partir de l'aiguamel. La seva elaboració es basa en dos processos fermentatius: primer, la fermentació alcohòlica d'una barreja d'aigua i mel, en la qual els llevats transformen els sucres del most en alcohol per obtenir l'aiguamel. Després, aquest vi passa per una fermentació acètica que dona lloc al vinagre de mel, un líquid groguenc, dens i amb un gust suau i aromàtic. Aquest procés tradicional es realitza amb el "mètode lent" i inclou diverses destil·lacions. Un cop finalitzat, el vinagre s'envasa en bótes de roure per adquirir les seves característiques organolèptiques.
En els darrers anys, el creixent interès per productes amb valor afegit ha impulsat l'elaboració d'aquest vinagre, que manté les propietats tant del vinagre com de la mel, amb especial interès en aquest últim en l’ámbit de l’alimentació gourmet i la dietètica.

## Història
La primera menció del vinagre es remunta al voltant del 3000 aC, quan els babilonis utilitzaven la fruita i la saba de la palmera datilera per produir begudes alcohòliques que, en contacte amb l'aire, es transformaven naturalment en vinagre. Aquest vinagre es feia servir tant com a aliment com a agent de conservació. A l'Antiga Grècia, cap al 400 aC, Hipòcrates, considerat el pare de la medicina moderna, recomanava vinagre de sidra barrejat amb mel per tractar la tos i els refredats.  Al llarg dels segles, el vinagre ha estat utilitzat com a condiment, conservant d'aliments (en pans per evitar el creixement de fongs o en encurtits) i també com a agent de neteja.
La producció comercial del vinagre va sorgir de les indústries del vi i la cervesa i es va establir com a indústria independent al segle XVII a França. Ràpidament, la producció es va estendre a altres regions del món. El desenvolupament de la "generatriu", el primer fermentador aeròbic, va ser un avenç important en la producció de vinagre. 
Pel que fa a l'hidromel, es tracta d'una de les begudes alcohòliques fermentades més antigues. Diverses cultures, com els cèltics, anglosaxons i víkings, l'incloïen en rituals i li atribuïen poders màgics i curatius. Tanmateix, a mesura que les civilitzacions i els recursos agrícoles van créixer, begudes com el vi de raïm o a base de cereals van substituir l'hidromel en moltes regions del món. A Europa del Nord, on era difícil cultivar raïms, l'hidromel va seguir sent popular fins que es va importar vi de raïm de les regions del sud.
A Catalunya, la producció de productes derivats de la mel, com el vinagre de mel, va tenir certa importància en monestirs d’arreu del país com el de Vallbona de les Monges (Anoia), però va disminuir amb el temps. Malgrat aquest fet, en els darrers anys s'ha produït un redescobriment de productes tradicionals com el vinagre de mel, influenciat per tendències gastronòmiques modernes i sovint estrangeres.  Tot i que encara és poc comú, es produeix comercialment a països com Itàlia, França, Romania i Espanya.

## Composició i propietats fisico-químiques
El vinagre es pot elaborar a partir de qualsevol aliment que pugui ser fermentat per a obtenir alcohol, donant lloc a una gran varietat de productes en funció del substrat de partida: vinagre de vi, de poma, d’arròs, de mel, de malta, entre d'altres.

### Mel
La mel és una substància complexa composta principalment de sucres. La majoria (60-75%) són sucres invertits, principalment glucosa i fructosa, els quals estan predigerits, fet que facilita molt la seva absorció. Tot i això, les proporcions de glucosa i fructosa poden variar depenent de l'origen botànic del nèctar recollit per les abelles,  tot donant variacions en el sabor, ja que la fructosa és més dolça que la glucosa, o en el grau de cristal·lització, que és major en la glucosa en ser menys soluble en aigua.
Altres substàncies estan presents en petites quantitats (0-4%): sacarosa, maltosa,  malecitosa, dextrines, gomes, colorants, enzims (diastases), àcids orgànics com l'àcid fòrmic, minerals i aminoàcids, i indicis de fongs, algues, llevat, pol·len i partícules sòlides. Gràcies a l’elevat contingut de sucre i la presència d’àcid fòrmic es conserva bé. El seu valor com a aliment és força energètic (300 cal/100g).

### Vinagre de mel

#### Alcohol
Abans de la fermentació alcohòlica, la mel sempre es dilueix a un ratio mel-aigua (v:v): 1:0,5, 1:1, 1:2 o 1:3. Durant aquest procés els llevats transformen els sucres naturals de la mel a alcohol, donant com a producte el vi de mel que pot contenir una proporció d’etanol (v/v) d’entre el 8-18%. 

#### Compostos volàtils
L’aroma i el gust distintiu s’atribueix al procés de fermentació acètica i al procés de maduració on l’àcid acètic actua com a precursor en el desenvolupament de compostos volàtils com ésters, aldehids, cetones, fenols i àcids orgànics. La composició i qualitat d’aquests compostos dependrà tant del substrat (és a dir, del tipus de mel) com del procés. Diversos estudis quantifiquen aquests compostos, sent els majoritaris:
| Compost volàtil      | Tipus de compost            | Concentració al vinagre de mel | Descripció d'olor                    | Descripció de gust                         |
| -------------------- | --------------------------- | ------------------------------ | ------------------------------------ | ------------------------------------------ |
| 3-hidroxi-2-butanona | Éster                       | 105,5 mg/L                     | Mantega dolça, cremós, làctic, greix | Nata, dolç, mantega                        |
| 2,3-butanediol       | Alcohol                     | 19,7 mg/L                      | Afruitat, nata, mantega              | -                                          |
| Àcid isopentanoic    | Àcid gras de cadena mitjana | 17,3 mg/L                      | Formatge, làctic, àcid, afruitat     | Nata, fermentat, dolç, cera, notes de baia |

#### Color
Segons l’escala de l'espai de color CIE LAB, basat en la teoria de l’oposició de la visió del color, la qual divideix els colors en la lluminositat, el contrast verd-vermell i el contrast blau-groc, el vinagre de mel presentaria les següents característiques: 
| L* (lluminositat) | a* (verd-vermell) | b* (blau-groc) |
| ----------------- | ----------------- | -------------- |
| 0,58 - 33,00 L*   | 0,17 - 15,76 a*   | 2,91 -28,35 b* |

La substància descrita amb aquests valors seria relativament fosca, tot i que la variació de la lluminositat és molt gran depenent del tipus de mel amb la que s’ha fer el vinagre. El tipus de substrat també determina una gran variabilitat en els colors, tot i això s'intueix una intensitat notable cap al color groc i una menor cap al vermell.

## Producció

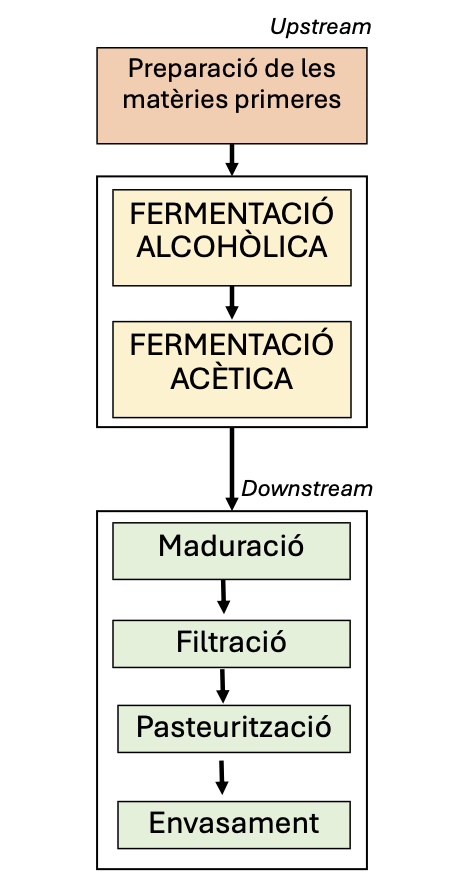
Procés d'elaboració del vinagre

La majoria dels vinagres provenen de la fermentació seqüencial de substrats d’origen vegetal. Tanmateix, el vinagre de mel és de les poques variants que reu l'origen del seu substrat en una font animal.  A escala de procés d’elaboració, aquesta diferència no té implicacions serioses en el disseny general del procés, que tendeix a ser comú per la majoria dels vinagres. Després de les dues etapes de fermentació, alcohòlica i acètica, el vinagre de mel es deixa madurar abans de ser processat per arribar als consumidors. 

### Fermentació
El vinagre de mel és el resultat d’una fermentació escalar (doble) duta a terme per diferents tipus de microorganismes que actuen de manera diferencial en el temps.
De manera general, la primera part consisteix en una fermentació alcohòlica duta a terme per llevats de manera anaeròbia a partir d’un substrat ric en sucres: la mel. En aquest punt, els bacteris de l’àcid làctic (BAL) poden participar en l’alliberament d'alcohol i àcid acètic gràcies a processos heterofermentatius. A partir d’aquí, l'alcohol produït és oxidat a àcid acètic per part dels bacteris de l’àcid acètic (BAA) mitjançant un altre tipus de fermentació; la fermentació acètica.  Cal considerar que malgrat que els BAA tenen un paper cabdal en la producció de vinagre, s’ha de tenir en compte l'activitat metabòlica dels llevats i els BAL de cara a assolir les característiques organolèptiques finals del producte.
Tenint en compte que el vinagre és el producte resultant de l'oxidació parcial de l'alcohol obtingut a partir de mel com a sucre fermentable, en el cas del vinagre de mel s’empra hidromel  com a font d’etanol, juntament amb BAA, oxigen i herbes opcionals per aromatitzar el vinagre. Tanmateix, la beguda alcohòlica també pot ser preparada in situ mitjançant la fermentació dels carbohidrats presents en el substrat per part dels llevats. Si es tira per aquesta línia, caldrà pasteuritzar, filtrar i diluir el líquid alcòhlic abans de ser emprat per a la producció de vinagre. 

#### Fermentació alcohòlica
La fermentació alcohòlica desenvolupada pels llevats pren una dimensió molt rellevant de cara al procés de producció del vinagre i es dona en condicions anaeròbiques. En aquest punt, els sucres del substrat (mel) són fermentats a alcohols mitjançant l’acció dels llevats segons la reacció: 
{\displaystyle {\ce {C6H12O6 (glucosa) -> 2C2H5OH (etanol) + 2CO2 + Energia}}}

##### Carcaterització dels llevats implicats

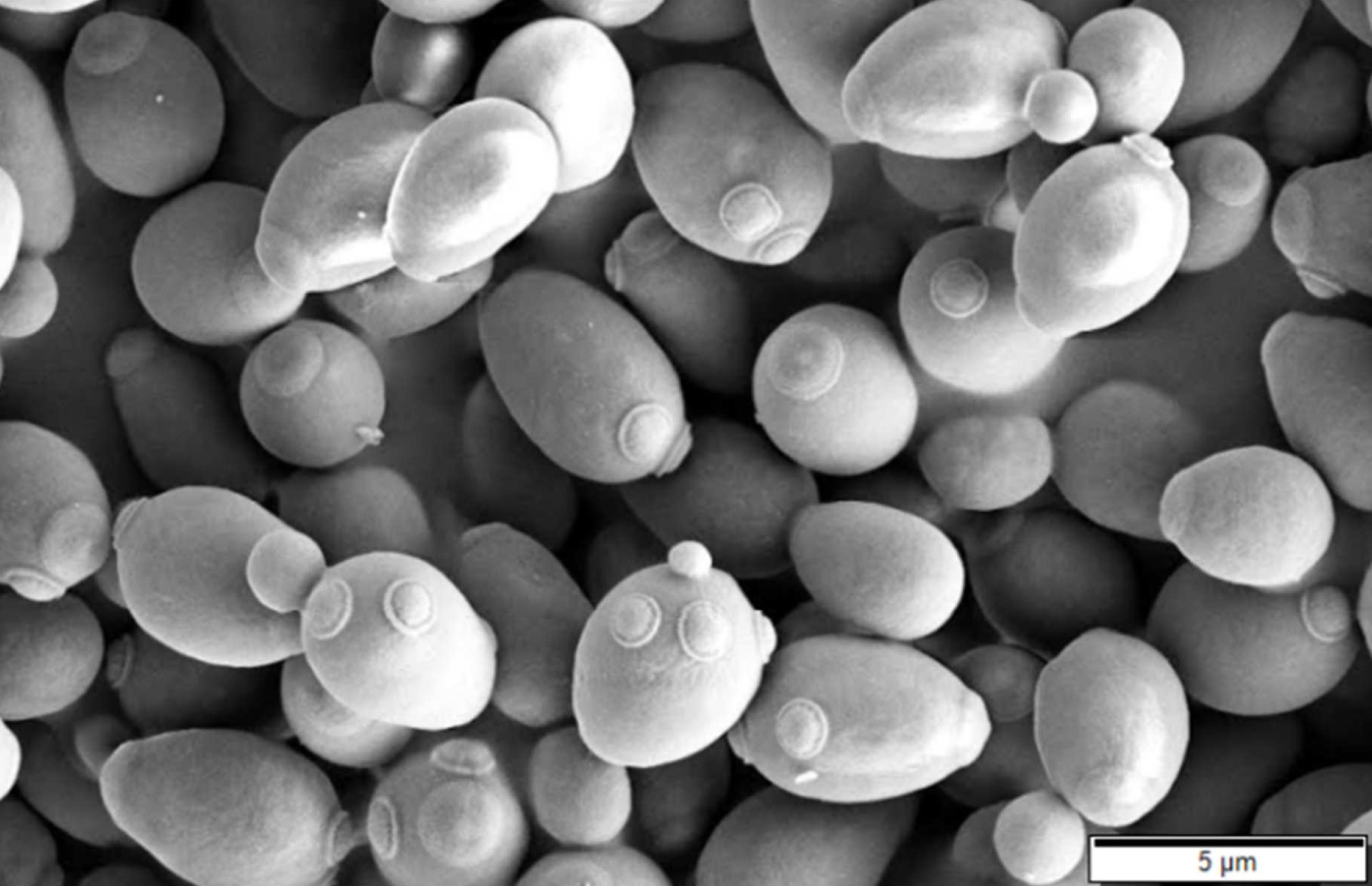
Imatge dels llevats Saccaromyces Cerevisiae al microscopi electrònic d'escaneig (SEM).

D’entre tots els llevats, el gènere per excel·lència que s’encarrega de catalitzar principalment aquesta reacció és el popular Saccharomyces cerevisiae, que esdevé el gènere de llevat dominant cap al final de la fermentació alcohòlica. L'activitat metabòlica d’aquest llevat comporta un augment significatiu dels nivells l'etanol al líquid fermentat, conduint a la inhibició de la majoria d'altres microorganismes presents al medi de cultiu. Alhora, els llevats del gènere S. cerevisae presenten un metabolisme fermentatiu capaç de tolerar elevades temperatures, elevades concentracions de sucres i un grau elevat alcohol etílic, de manera que presenten característiques més favorables de cara a les condicions de fermentació del vinagre que les espècies no-Saccharomyces. Tanmateix, altres poblacions de llevats prenen un paper important, especialment durant les etapes inicials de la fermentació alcohòlica. Pel cas del vinagre de mel, s’han identificat altres espècies microbianes no-Saccharomyces responsables de la fermentació alcohòlica com Zygosaccharomyces i Ts. delbrueckii.
Els Zygosaccharomyces són llevats ubiquis que s’acostumen a trobar en substrats rics en sucres, atès que són termoresistents i  osmòfils, de manera que toleren molt bé l’excés glucídic. De fet, els gèneres Zygosaccharomyces rouxii i Z. mellis van ser inicialment aïllats de mels fermentades amb un 80% del seu contingut en sucres.
D’altra banda, els llevats Ts. delbrueckii (Torulaspora delbrueckii) disposen d’una elevada resistència a l'estrès osmòtic i s’han configurat com una de les espècies no-Saccharomyces més importants gràcies al seu gran potencial biotecnològic. En efecte, dues soques d’aquest llevat van ser  isolades del microbioma de mel fermentada i es va descobrir que, en combinació amb llevats S.cerevisiae, s'obtenen resultats molt favorables i interessants amb un gran potencial d’escalatge.
La presència d’aquests microorganismes és important perquè la fermentació alcohòlica és un pas crucial per la generació d’aromes i els compostos que prenen un rol més valuós són els productes metabòlics de les soques microbianes.
Cal remarcar que un punt crític de cara al creixement dels BAA és una elevada concentració de sucres, de manera que n’hi ha de pocs que estiguin presents durant la fermentació alcohòlica.

#### Fermentació làctica
Els bacteris de l’àcid làctic (BAL) no són necessaris per a la producció de vinagre i no es troben presents en totes les tipologies de vinagre. Pel que fa al vinagre de mel, s’han aïllat BAL del gènere Lactobacillus, Streptococcus, Leuconostoc i  Pediococcus.

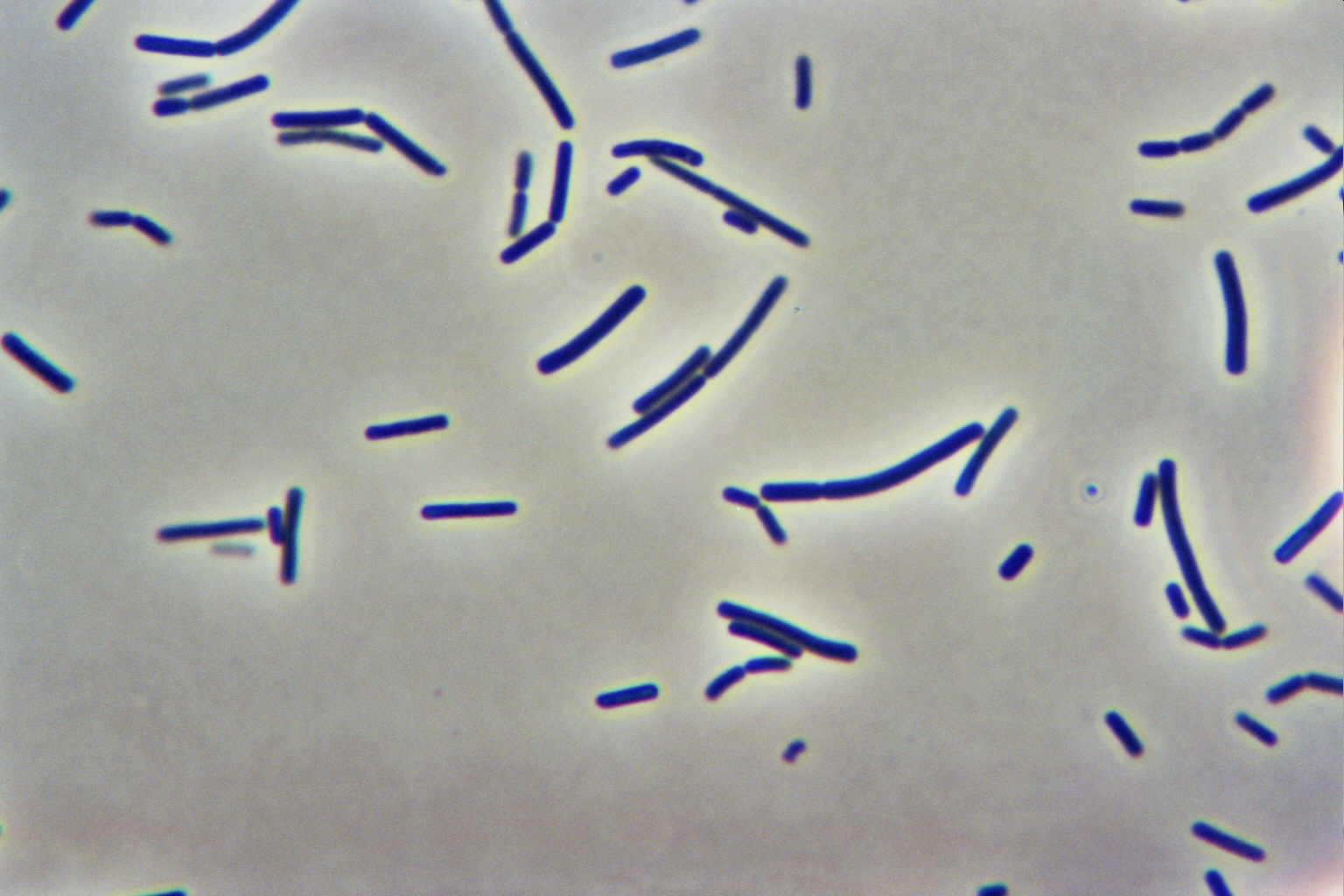
Bacteris Lactobacillus creixent en medi LB.

Els BAL poden fermentar sucres seguint dues rutes. En primer lloc, la via glucolítica, que permet dur a terme la conversió gairebé total de glucosa a àcid làctic gràcies a bacteris homofermentatius. D’altra banda, la via del 6-fosfogluconat/fosfocetolasa, caracteritzada pel pas de glucosa a àcid làctic, àcid acètic, etanol i diòxid de carboni per part de bacteris heterofermentatius  en quantitats equimolars. 
Tanmateix, malgrat que els BAL no afectin l’activitat dels bacteris de l’àcid acètic, poden presentar certa influència sobre el creixement de llevats, afectant, d’aquesta manera, la qualitat i característiques finals del vinagre.  D’entrada, les poblacions de BAL contribueixen a donar un to més suau a l’acidesa del vinagre mitjançant la producció d'àcid làctic.  A més a més, la  seva presència en el procés de producció del vinagre contribueix en una baixada el pH i un augment de la concentració d’àcids, fet que permet contrarestar possibles reaccions de putrefacció.

#### Fermentació acètica
L’oxidació d'alcohol a àcid acètic és el segon pas crític en termes fermentatius pel que fa l’elaboració del vinagre. En aquest cas, es tracta d’una fermentació aeròbia duta a terme per part dels BAA seguint la reacció:  
{\displaystyle {\ce {2C2H5OH (etanol) + O2 -> CH3COOH (acetic) + H2O + Energia}}}
L’acetificació s’ha considerat un dels passos més importants per a la producció del vinagre. Durant la fermentació acètica, l’acètic i el làctic són els àcids orgànics predominants i la seva presència és el que atribueix al vinagre un sabor i un aroma tan característics. Cal considerar que el tipus de substrat inicial, les seves propietats fisicoquímiques i el tipus de cultiu inicial tenen molta influència en la diversitat microbiana, atès que els canvis dinàmics que tenen lloc durant la fermentació acètica permeten afavorir el creixement de certs microorganismes específics. D’entrada, els BAA són els principals microorganismes oxidatius amb capacitat de sobreviure en condicions d’elevat etanol, a l’inici de la fermentació acètica, i condicions molt acídiques, és a dir, al final de la fermentació acètica. Per tant, els BAA són els microorganismes que predominen en aquesta segona etapa de fermentació. 

##### Caracterització dels bacteris de l'àcid acètic

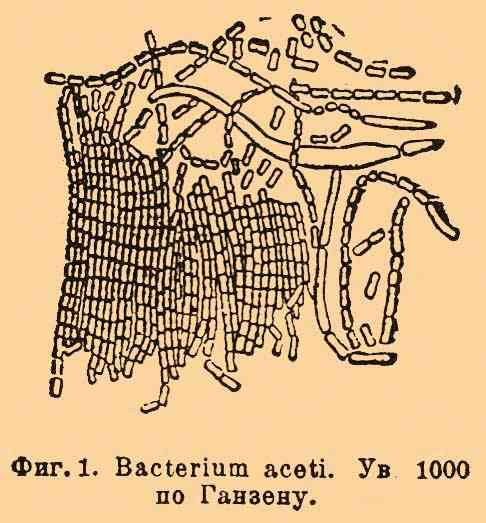
Dibuix simplificat dAcetobacter aceti.

En el cas del vinagre de mel, s’han aïllat soques d’Acetobacter, i Gluconacetobacter, dos gèneres de BAA.
El gènere Acetobacter és el predominant durant la fermentació acètica del vinagre. Aquest gènere de BAA té més preferència per l’oxidació de l’etanol que per l’oxidació de la glucosa, de manera que catalitza la conversió d’etanol a acètic. Els Acetobacter s’han associat a fermentacions tradicionals de vinagre elaborades mitjançant la metodologia “lenta”. És un gènere que predomina sobretot en les etapes inicials de la fermentació acètica.
D’altra banda, els bacteris Gluconacetobacter també són capaços d’oxidar etanol a acètic sota condicions acídiques i un elevat contingut d’etanol. A més a més, es  caracteritzen per presentar una major tolerància a l’àcid acètic que els Acetobacter, de manera que són més predominants a les etapes finals de la fermentació acètica.

### Sistemes per a la producció del vinagre
De manera general, existeixen dos mètodes d’operació principals de cara al procés de producció del vinagre. En primer lloc,  el “mètode lent” es caracteritza per la fermentació en estat sòlid per part de BAA creixent sobre a la superfície del líquid que conté la solució amb el substrat. D’altra banda, el “mètode ràpid” passa per l’elaboració del vinagre en un recipient tancat agitat per a permetre l'oxigenació, de manera que els BAA duen a terme una fermentació submergida. 
Malgrat que existeix una tendència a escala global d’emprar la metodologia ràpida per a produir vinagre de mel i les seves variants arreu del món, en l’àmbit català s’elabora seguint el mètode lent, molt probablement degut a les arrels històriques que aquest producte manté amb una producció de caràcter artesanal als monestirs catalans. En efecte, la fermentació en estat sòlid està lligada a una elaboració més tradicional del vinagre. 

#### Fermentació en estat sòlid

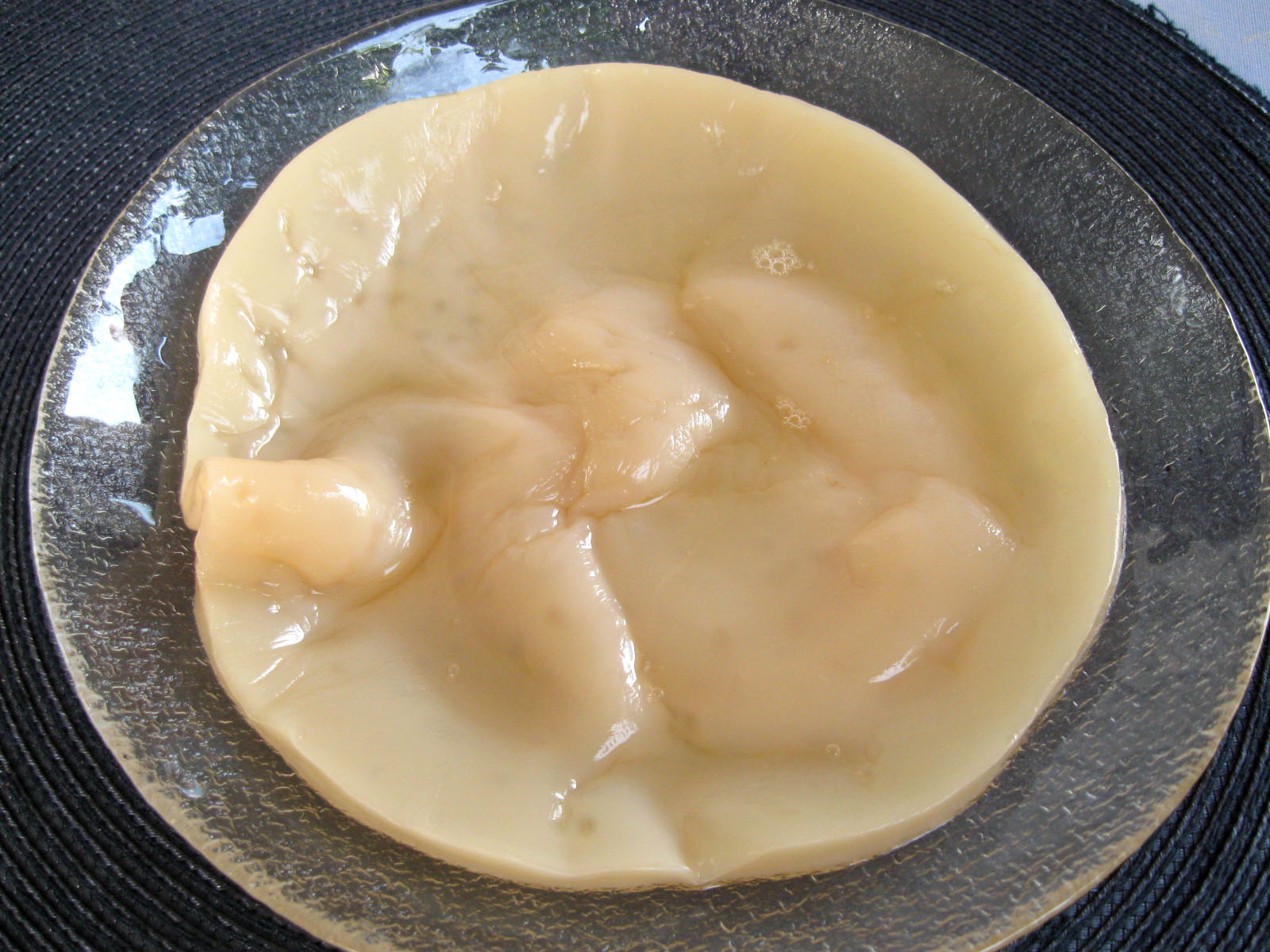
"Mare del vinagre"

Els mètodes tradicionals de producció de vinagre es basen en sistemes de fermentació en estat sòlid, on els microorganismes responsables de dur a terme la fermentació creixen a sobre de la superfície del líquid en absència d’aigua lliure. Sovint, són més llargs i involucren un cost de producció més elevat. Cal remarcar que aquesta metodologia lenta és la que lliga més amb el modus operandi de la producció a nivell català. Dins dels mètodes de fermentació en estat sòlid per a la producció de vinagre, cal destacar-ne quatre d’entre els més importants.

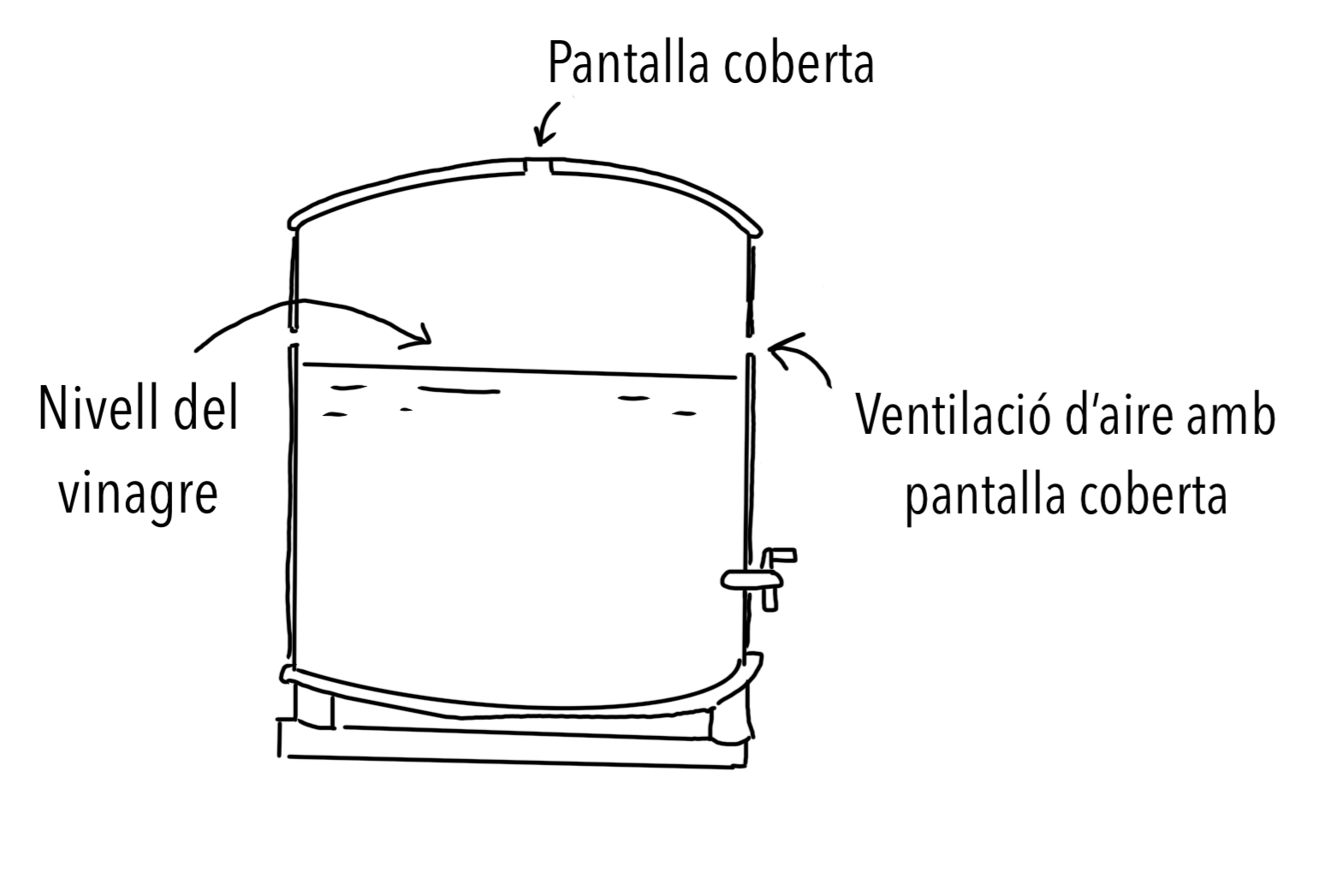
Barril emprat per a la fermentació en estat sòlid segons el mètode d'Orleans. Il·lustració inspirada en el llibre " Commercial fruit and vegetable products: Chapter 21 – Vinegar manufacture. 1st ed. New York: McGraw-Hill Book Company, Inc ".

El mètode d’Orleans es caracteritza per la formació d’un cultiu en superfície de BAA formant un biofilm anomenat “mare del vinagre”.  En molts casos, aquest biofilm és reutilitzat successivament en nous batchs de producte, per tal que els BAA duguin a terme de nou la fermentació acètica.   Sovint, els volums de vinagre produïts són reemplaçats per una nova font d’etanol cada 8-10 dies.
D’altra banda, els mètodes Luxemburguès i Schützenbach implementen una immobilització dels BAA dins dels barrils de fusta on té lloc la fermentació acètica, de manera que incrementa la superfície de contacte entre l’etanol i els BAA.
Cal mencionar que els mètodes tradicionals permeten obtenir un vinagre d’elevada qualitat, però manquen d’elements de control de paràmetres operacionals claus en la fermentació: la temperatura, l'oxigenació i la composició de compostos volàtils del producte. A més a més, amb aquesta metodologia es generen pèrdues d’etanol per evaporació.

#### Fermentació submergida
Els mètodes de fermentació submergida van sorgir com a alternativa per a industrialitzar la producció del vinagre. La metodologia consisteix en l’ompliment d’un bioreactor agitat amb una solució alcohòlica, bombejat amb oxigen de manera contínua i mantingut a una temperatura càlida.  D’aquesta manera, els BAA duen a terme la transformació d’etanol a acètic en períodes curts, sovint d’entre 24 hores a 48 hores. Consegüentment, s’obtenen productes amb un contingut acídic molt elevat gràcies a la presència d’un sistema d’aeració constant que permet millorar la transferència de massa al reactor. A diferència dels mètodes tradicionals, les condicions d’operació d’aquesta metodologia no permeten l’establiment del biofilm “mare del vinagre”, sinó que els bacteris floten pel brou del reactor.
A escala industrial, els bioreactors emprats s’anomenen “Acetator”, uns equips d’acer inoxidable desenvolupats per Hromatka i Ebner. Es caracteritzen per ser disposar de bobines com a bescanviadors de calor i un sistema de recuperació de compostos volàtils acoblat a un condensador per evitar la pèrdua d’aquests.  El bescanviador de calor és imprescindible, atès que la reacció catalitzada pels BAA és de caràcter exotèrmic, produint 8,4 MJ per litre d’etanol oxidat. El component més destacat d’aquests reactors és el sistema d’aeració del que disposen. L’aeració és possible gràcies a una turbina que xucla aire de l’exterior i l’incorpora al reactor, concretament en uns forats radials disposats en la direcció oposada a la turbina, de manera que es creen bombolles de mida petita que permeten l’establiment d’una mescla homogènia i una dispersió adequada. A més a més, aquest sistema permet assolir un grau d’oxigenació més elevat que els sistemes tradicionals, de manera que el rendiment de l’acetificació és més elevat respecte a la fermentació en estat sòlid. En definitiva, l'agitació permet generar bombolles de mida més petita gràcies a la disrupció de les que tenen una mida superior, facilitant la transferència d’oxigen a la microbiota del reactor encarregada de la producció de vinagre.

#### Modes d'operació
S’ha d’anar amb compte en la tria de les condicions d’operació del reactor destinat a la producció de vinagre, atès que els BAA presenten una elevada sensibilitat a paràmetres com la concentració d’etanol i acètic, la temperatura o la transferència d’oxigen. Per tant, la tria d’un mode d’operació que intenti afavorir les condicions de treball d’aquests bacteris és fonamental.

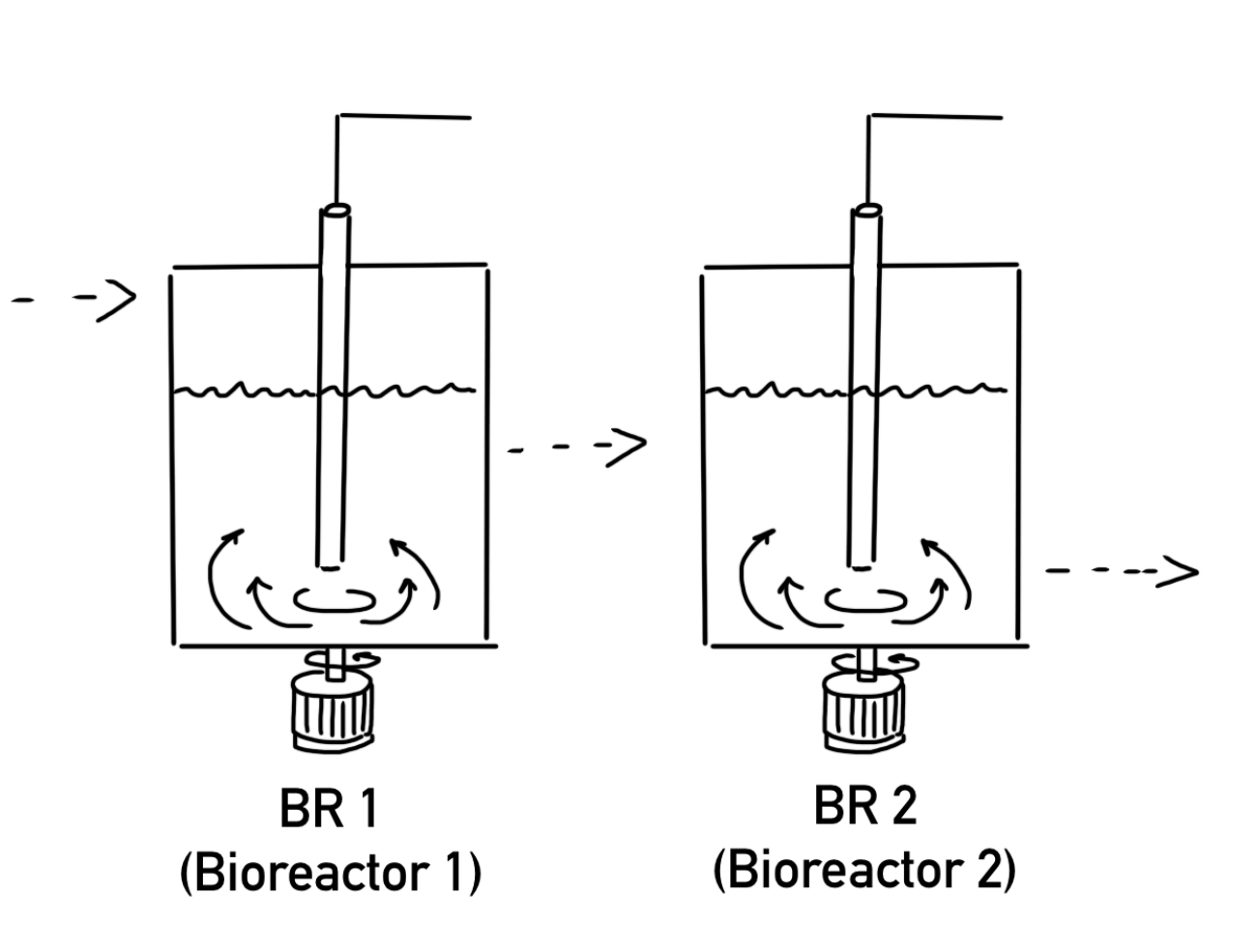
Dos bioreactors operant en sèrie de manera semi-continua.

D’entrada, a nivell industrial s’empra el mode d’operació semi- continu per a la producció de vinagre mitjançant fermentació submergida, atès que és un sistema que permet reduir el risc d’inhibició per substrat. Aquesta metodologia inclou una repetició escalonada de fed-batchs en el que el líquid enriquit amb l'alcohol s’afegeix de manera intermitent a "l'Acetator”. Pel que fa l’acidificació, aquest mètode permet obtenir vinagres forts amb un percentatge d’acètic de fins al 15% de volum en pes . Una estratègia adequada seria emprar dos tancs de fermentació acoblats operant de manera sincronitzada en semi-continu, de manera que es podrien aconseguir concentracions d’acètic de fins al 20% de volum en pes. En efecte, el primer reactor contindria un volum d’inòcul originari del cicle de fermentació anterior, en el que s’afegeix un volum amb una concentració d’alcohol elevada i un percentatge d’acètic baix, al voltant de l’1-2%. En el moment en què  l’etanol es consumís fins a arribar a una concentració del 2-3%, cert volum seria bombejat al segon reactor, en el que seria completament consumit (fins al voltant del 0,2-0,3%) i s’arribaria a la concentració d’acètic desitjada.
D’altra banda, s’han estudiat altres modes d’operació per a la producció de vinagre com els sistemes continu. En aquest cas, es va observar que la concentració màxima d’acètic assolida rondava al voltant del 9-8% de pes en volum total, atès que la taxa de creixement dels BAA es veu reduïda en presència d’una concentració d’etanol més baixa i un contingut d’àcid acètic elevat.
El mètode en batch, lligat a metodòlogies més tradicionals com la fermentació en estat sòlid, comporta un rendiment més baix i un cost de preparació més elevat pel manteniment del cultiu bacterià entre batchs. 

### Maduració

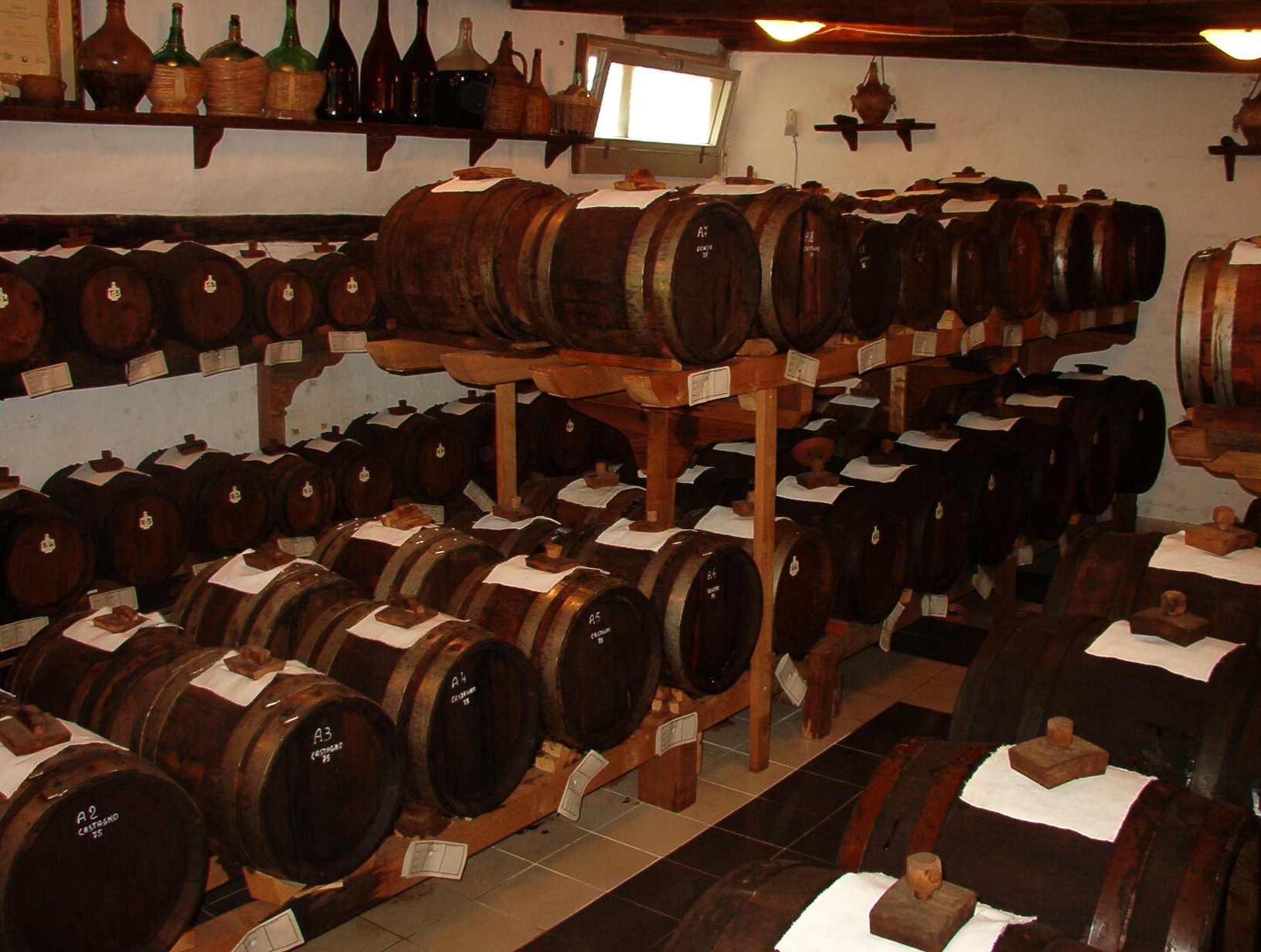
Barrils de fusta per a la maduració del vinagre.

La maduració del vinagre és un punt clau per l'adquisició de les seves característiques organolèptiques i qualitat final. Típicament, la maduració es duu a terme durant 1-12 mesos en botes de fusta. En concret, en el cas del vinagre de mel, aquesta maduració té lloc en barrils de roure.Com a referència, en el cas de l'empresa catalana Somper, aquesta maduració té una durada de quatre mesos.

### Filtració
La filtració és el tractament postfermentació més important de cara a la producció de vinagre, atès que permet descartar sòlids en suspensió i col·loides que podrien afectar la seva estabilitat final. Just abans de la filtració, es recomana dur a terme una decantació per facilitar el pas del medi a través del filtre. En efecte, el medi de cultiu postfermentació és una solució complexa amb microorganismes i restes de debris cel·lulars a la seva fracció sòlida, de manera que el procés de filtració és necessari per garantir que es compleixen els requisits sanitaris vigents. Si no es parteix directament d’un substrat ric en etanol per produir vinagre a partir de l’acetificació, sinó que es duen a terme la fermentació alcohòlica i acètica a la mateixa planta, és necessari dur a terme una filtració després de la primera fermentació per tal de separar els llevats de la mescla.
Malgrat que tradicionalment s’emprava un sistema de filtració en què els filtres deixaven passar el flux de líquid i el filtrat a la mateixa direcció, aquesta metodologia ha estat substituida per un sistema de filtració tangencial. D’entre els materials emprats per la construcció de les membranes filtradores, la cel·lulosa regenerada i la poliestersulfona són els més populars degut a les seva naturalesa absortiva.

### Pasteurització
Un cop filtrat, el vinagre és sotmès a una pasteurització HTST (Hight Temperature Short Time) per evitar que el seu contingut es faci malbé. A més a més, aquesta pasteurització permet matar la majoria dels bacteris associats a la putrefacció del vinagre en qüestió de segons, aplicant el tractament tèrmic a una temperatura al voltant dels 80 °C. Aquest pas també permet dur a terme una inactivació d’enzims produïts durant la fermentació que podrien ser potencials responsables de la putrefacció del vinagre.

### Envasament i empaquetament

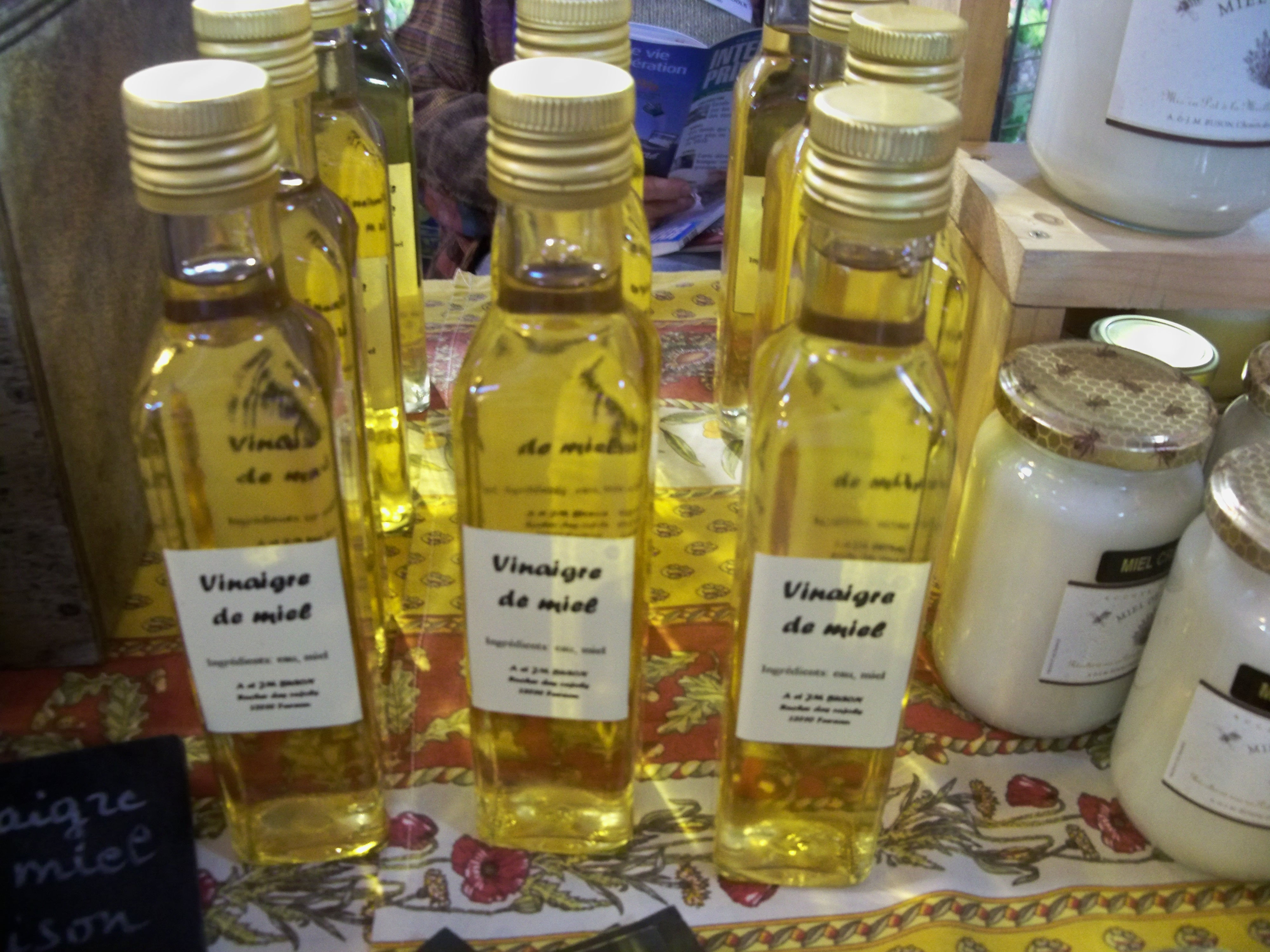
Exemple d'envasament en ampolles de vinagre de mel.

A nivell industrial, l’envasament del vinagre és un procés molt automatitzat gràcies a la presència de dispositius encarregats d’omplir un volum determinat del vinagre produït a la planta de producció dins d’ampolles de vidre o de plàstic esterilitzades. La tendència més comuna és l’ús d’ampolles de vidre, atès que el vidre és un material inert que no reacciona amb els components presents al vinagre. Cal tenir en compte precaucions a l’hora de dur a terme l’envasament: el producte no ha de disposar de contaminacions que puguin alterar les seves característiques organolèptiques i el vinagre ha d’haver estat produït sota certs estàndards d'higiene. 

## Usos

### Alimentaris
El vinagre de vi de mel pot utilitzar-se en una àmplia varietat d'aplicacions culinàries per millorar tant plats dolços com salats. És ideal per crear amanides delicades i marinades, afegint un toc de dolçor subtil a glacejats per a carns i peixos o incorporant-lo en salses per aportar una capa addicional de sabor. També s'empra en receptes de rebosteria, on pot donar profunditat i complexitat a pastissos, galetes i pastes. A més, és una excel·lent opció per ruixar fruita fresca o per afegir a begudes refrescants i còctels.

### Medicinals

#### Activitat antimicrobiana
La mel és coneguda per les seves propietats antimicrobianes, tot i que els mecanismes són força complexos i no estan del tot estudiats. L’alta concentració de sucres produeix estrès osmòtic que contribueix a l’eliminació i la inhbició del creixement de certs bacteris. A més, l’alta concentració d’àcids orgànics fa que tingui un pH baix que també contribueix a la inhbició del creixement. Les glàndules salivars de les abelles produeixen l’enzim glucosa oxidasa el qual produeix peròxid d’hidrogen que inhibeix el creixement de microorganismes patogènics.  La variació més gran en l'activitat antibacteriana entre els diferents tipus de mel es basa en el nivell de peròxid d'hidrogen.  Aquest es pot destruir per la llum, la calor o els propis components de la mel, de manera que cal mantenir-la a baixes temperatures i sense exposició a la llum si es volen mantenir aquestes propietats.
Ara bé, l’acid acètic és el principal ingredient responsable de l’activitat antibacteriana en el vinagre, arribant a tenir un efecte tòxic sobre els microorganismes en concentracions tant baixes com 0,5% (v/v). L’efecte s’explica principalment degut a una baixada del pH intracel·lular que resulta en una disrupció del metabolisme. 
Cal destacar estudis en que s’ha avaluat el vinagre de mel i nabius, obtingut mitjançant un bioreactor a escala de laboratori, on es demostra la capacitat antimicrobiana contra Bacillus subtilis ATCC 19659 i Salmonella enterica Typhimurium ATCC 0028. 

#### Probiòtics
Es considera que facilita la digestió, ja que el seu contingut de BAL és similar a la de l’intestí humà i la seva abundància en sals minerals i oligoelements ajuda a fixar el calci gràcies a les seves propietats remineralitzants.

#### Efecte sobre la glicèmia
Estudis demostren que la ingesta de vinagre pot reduir la resposta a la glicèmia en àpats amb altes càrregues de carbohidrats en individus adults tant sans com diabètics. AIxò es deu al fet que l’àcid acètic està relacionat amb una activitat potenciadora d’insulina i un buidat gàstric més lent. 

#### Efecte antiaterogènic
Estudis demostren que el vinagre de mel és capaç de disminuir els nivells de colesterol total i HDL-colesterol (HDL-C),  però que no té un efecte significatiu sobre LDL i trigligèrids. El mecanisme d’acció concret que explica l’alteració d’aquests perfils lipídics està poc clar. Ara bé, es relaciona amb un dels components principals de la mel, la fructosa, capaç de reduir l’activitat de l’enzim  lecitin colesterol acil transferasa (LCAT) i de la lipoproteïna lipasa (LPL) a nivell plasmàtic, responsables de la síntesi de HDL-C.

##### Efecte antioxidant
Alguns tipus de mel, com per exemple la de bruc i les multiflorals, presenten propietats antioxidants que correlacionen amb el contingut de flavonoides. Ara bé, hi ha estudis que demostren que en passar pel procés fermentatiu les mels perden gran proporció d’aquesta activitat, en degradar-se aquests flavonoides. 

## Legislació
A continucació es sintetitza la legislació més rellevant amb relació a la producció del vinagre de mel a Catalunya. Cal destacar, que aquesta varietat de vinagre com a tal no té una legislació específica, de manera que es troba sota el paraigües legal de la producció del vinagre comú.

### Reial Decret 661/2012[50]
Aquest Reial Decret proporciona el marc legal per a la qualitat del vinagre a Espanya, incloent aspectes de seguretat alimentària i requisits d'etiquetatge. Aquest s’alinea amb les directius europees vigents, incloent la norma UNE-EN 13188:2000 (Vinagre. Producte derivat de productes líquids d'origen agrícola. Definicions, requisits, etiquetatge) i la UNE-EN 13189:2000 (Àcid acètic de qualitat adequada per a alimentació. Producte derivat de materials d'origen no agrícola. Definicions, requisits, etiquetatge).

#### Pràctiques permeses i prohibides
Les definicions estipulades en l’Article 3, situen el vinagre de mel en la categoria Altres vinagres, obtinguts a partir de productes agrícoles i producte de la doble fermentació. En l’Article 4 s’exposen totes aquelles pràctiques permeses, entre les quals cal destacar tractaments tèrmics com la pasteurització, esterilització i refrigeració, així com l’ús de bacteris acètics seleccionats i l’oxidació forçada mitjançant aire o oxigen pur, per a facilitar l’acetificació. Pel que fa a les prohibicions (Articles 5 i 6), està desautoritzada l’addicció d’alcohol (excepte en vinagres d’alcohol) i l’ús d’àcid acètic com a ingredient. Tampoc es permet la barreja de vinagres de diferent naturalesa, l’ús de derivats com olis de llavors de raïm o de residus del procés, ja que podrien alterar la qualitat del producte final.

#### Característiques fisicoquímiques
Pel que fa a les característiques del producte final, han de complir els següents paràmetres:
| Carboni 14                   | Corresponent al seu origen biològic |
| Metanol                      | < 0,5 g/L |
| Acidesa (en g àcid acètic/L) | Mínim: 50 g/L Màxim: la quantitat limitada per la fermentació |
| Alcohol residual             | 0,5% (v/v) (Amb excepció dels vinagres DOP o IGP que s’estableix en funció de les condicions inscrites al Registre Comunitari o a la protecció nacional transitòria) |

#### Etiquetatge i envasament
El vinagre destinat al consumidor final ha de presentar-se envasat, podent trobar-se a granel quan es destini a indústries, majoristes i altres entitats similars. En l’etiquetatge el consumidor ha de poder identificar clarament el tipus de vinagre, la seva procedència i les seves característiques. Per tant, la denominació de venta cal que sigui “Vinagre de mel”, ja que és la materia primera empleada i, en el cas que s’hi hagin afegit aromatitzants, caldrà completar-ho amb l’indicació “aromatitzat”, “amb addició d’especies” o “vinagre de mel al …”. Això inclou la menció obligatòria d’additius autoritzats i d'altres ingredients que poden influir en les propietats sensorials del producte.